# عبد المجيد قاسم
عبد المجيد قاسم البلوشي (1944 - 13 يناير 2019)؛ ممثل كويتي. له العديد من المشاركات في التلفزيون سواء المسلسلات أو المسرحيات أو البرامج.

## عن حياته
بدأ الفنان عبدالمجيد قاسم والملقب ب(عوعو) حياته الفنية في ستينيات القرن الماضي ، وبعد تخرجه من معهد التمثيل عام 1970 احترف الفن عبر فرقة المسرح العربي والذي كان أحد مؤسسيها وتبوأ العديد من المناصب ضمن مجلس إدارته ، وأستطاع بفنه وموهبته أن يترك بصمة مميزة في كل الأعمال التي شارك فيها سواء على خشبة المسرح أوالتلفزيون أو الإذاعة، كما عمل مخرجا لبرامج المنوعات ثم البرامج الثقافية في إذاعة الكويت.

## من أعماله

### المسلسلات
- خادمة القوم
- شاهين

```
*قتالة الشجعان
```

- غصات الحنين
- الناس للناس
- اثنان على الطريق
- دلق سهيل ج1
- افتح يا سمسم ج1

### المسرح
- استجواب
- البنات والساحر
- سارة
- شمس الشموس
- رحلة حنظلة
- خروف نيام نيام
- دار

### البرامج
- إرهابيات
- قرقيعان 3

### السهرات التلفزيونية
- الإنسان هو الإنسان
- أشواك الربيع

## روابط خارجية
- عبد المجيد قاسم على موقع قاعدة بيانات الأفلام العربية